# Ескадрила 303
Ескадрила 303 (на полски: Dywizjon 303) – 303 щурмова варшавска ескадрила „Тадеуш Кошчушко“ е военна част в състава на полските Военновъздушни сили и на Военновъздушните сили на Великобритания.

## Общи данни
традиции – наследник на III/1 щурмова Варшавска ескадрила (под знака на 111 Ескадрила Кошчушко).

обичай – носене на пурпурни шалове

рекорди:

най-ефективната единица на Съюзниците по време на Битката за Британия.

най-ефективната единица на Съюзниците в операция „Юбилей“ (десант при Диеп).

Празник на ескадрилата: 1 септември.

Кодови букви: RF (против „Рафалки“); от 2 август 1945 PD.

създадена – 2 август 1940, Нортхолт.

Izydor Koliński: Regularne jednostki Wojska Polskiego (lotnictwo). s. 173 – 175.

първа заповед – 2 август 1940, Нортхолт.

оперативна готовност – 31 август 1940, Нортхолт.

последна бойна задача – 25 април 1945, Нортхолт.

разпусната – 11 декември 1946, Нортхолт.

дели се на две ескадри, A и B; всяка от които включва две отделни части от по три самолета.

По силата на английско-полското военно споразумение всяка висша длъжност в ескадрилата има двоен състав. Зджислав Краснодембски е полското съответствие на командира на ескадрилата Роналд Келлет, а полски командири на ескадрите, дублиращи функциите на Джон Кент и Атол Форбс, са Витолд Урбанович и Людвик Пашкевич.

## Основни операции
Битка за Британия

Щурмова офанзива над Франция

Отбрана на устието на река Мърси

Десант при Диеп

Битката за Атлантика

Съюзническите въздушни атаки срещу Германия

Операция „Овърлорд“

„Биг Бен“ (победата над V1)

Участие в инвазията в Германия

През 1942 г. пилотите от ескадрилата обучават във въздушна битка американската 94 Бойна ескадрила, изпратена да воюва в Европа, и придружават нейните пилоти по време на първите им полети в операцията над Франция. 

### Битката за Британия
Ескадрила 303 реализира първата си победа на 30 август 1940 г., още преди официално да бъде въведена в бойна готовност. По време на тренировъчен полет Людвик Пашкевич се откъсва от частта и улучва изтребител Месершмит Bf 110 (който идентифицира като „двумоторен, вероятно Дорние“). Грешката произтича от факта, че както Месершмит Bf 110, така и Дорние Do 17/215 имат двойни вертикални опашни плоскости, а в разгара на битката пилотът не успява да различи добре вида на машината, която атакува). На следващия ден след битката ескадрилата е призната за „оперативна“ и официално е изпратена в битка.

Ескадрила 303 се смята за една от най-добрите щурмови единици по време на Втората световна война. В Битката за Британия през 1940 година ескадрилата има 126 свалени вражески единици, което я поставя на първо място сред щурмовите ескадрили, взели участие в тази битка. След войната обаче се оказва, че броят на победите, приписани на съюзническите пилоти е около един и половина пъти по-голям от реалните загуби на германците (завишаването на броя на свалените вражески единици се случва по различни причини, но по правило се проявява в почти всички военни конфликти). Без съмнение резултатът на Ескадрила 303 – 126 свалени вражески единици, също е бил значително завишен, но въпреки това ескадрилата е една от най-добрите в състава на съюзническите войски. Полският историк Ясек Кутцнер установява, че свалянето на 59,8 самолета е потвърдено със сигурност и дори само този брой е достатъчен Ескадрила 303 да се нареди на първо място сред всички единици на военновъздушните сили, взели участие в Битката на Британия. В същото време, обаче, британският историк Джон Алкорн приема за напълно потвърдени само 44 победи и това поставя ескадрилата на четвърто място сред участвалите в Битката за Британия (след ескадрила 603 – 57,8 победи, 609 – 48 и 41 – 45,33 победи, които обаче летят с по-съвременните Супермарин Спитфайр. Ескадрила 303 обаче е най-добрата от всички ескадрили, летящи на по-старите изтребители Хоукър Хърикейн. Като се вземе под внимание и фактът, че тези победи са постигнати в рамките на 17 бойни дни, то това е и най-ефективната ескадрила сред съюзническите сили (2,6 победи на ден), с изключително високо съотношение победи спрямо загуби – 2,8:1. И все пак, поради големия брой проявени претенции, цитираният по-горе Джон Алкорн не е в състояние да признае 30 победи на немските сили на нито една конкретна ескадрила, затова броят на победите на Ескадрила 303 най-вероятно е бил по-висок – около 55 – 60, според Йежи Цинк, което категорично би могло да бъде най-добрият резултат за съюзническите ескадрили. Установено е общо, че полските пилоти са свалили 203 немски машини. Същевременно си заслужава да се подчертае, че Ескадрила 303, както и останалите полски единици, са отличени от легендарния британски пилот Дъглас Бадер, който твърди, че Полските криле са най-ефективни (самият той е командир на група канадски пилоти от 242. Щурмова ескадрила).

## Командири
- Общо командване (британско) 2 август 1940 – капитан Роналд Густав Келлет (Ronald Gustave Kellett), предадено на кап. Адам Ковалчик (Adam Kowalczyk) на 1 август 1941.
- 2 август 1940 – майор Зджислав Краснодембски (Zdzisław Krasnodębski).
- 7 септември 1940 – поручик Витолд Урбанович (Witold Urbanowicz).
- 22 октомври 1940 – поручик Зджислав Хеннеберг (Zdzisław Henneberg).
- 15 октомври 1940 – Fполковник Ян Лешчински (Jan Leszczyński).
- 7 ноември 1940 – капитан Адам Ковалчик (Adam Kowalczyk).
- 20 февруари 1941 – поручик Зджислав Хеннеберг (Zdzisław Henneberg).
- 13 април 1941 – поручик Адриан Леш (Adrian Leś).
- 5 май 1941 – капитан Вацлав Лапковски (Wacław Łapkowski).
- 3 юли 1941 – капитан Тадеуш Арентович (Tadeusz Arentowicz).
- 9 юли 1941 – капитан Йежи Янкевич (Jerzy Jankiewicz).
- 21 ноември 1941 – поручик Войчех Колачковски (Wojciech Kołaczkowski).
- 7 май 1942 – капитан Валериан Жак (Walerian Żak).
- 19 май 1942 – поручик Ян Зумбах (Jan Zumbach).
- 1 декември 1942 – поручик Зигмунт Витимир Бенковски (Zygmunt Witymir Bieńkowski).
- 4 юли 1943 – капитан Ян Фалковски (Jan Falkowski).
- 21 ноември 1943 – капитан Тадеуш Коц (Tadeusz Koc).
- 25 септември 1944 – капитан Болеслав Дробински (Bolesław Drobiński).
- 1 февруари 1946 – майор Витолд Локучевски (Witold Łokuciewski) (до разпускането).

## Летища
- 2 август 1940 – Нортхолт.
- 11 октомври 1940 – Лекънфийлд.
- 3 януари 1941 – Нортхолт.
- 17 юли 1941 – Спийк.
- 7 октомври 1941 – Нортхолт.
- 15 юни 1942 – Къртън ин Линдзи.
- 16 август 1942 – Редхил.
- 20 август 1942 – Къртън ин Линдзи.
- 1 февруари 1943 – Нортхолт.
- 5 февруари 1943 – Хестън.
- 3 март 1943 – Дебдън.
- 12 март 1943 – Хестън.
- 26 март 1943 – Мартълшем Хийт.
- 8 април 1943 – Хестън.
- 1 юни 1943 – Нортхолт.
- 12 ноември 1943 – Балихолбърт.
- 30 април 1944 – Хорн.
- 19 юни 1944 – Уестхампнет.
- 27 юни 1944 – Марстън.
- 9 август 1944 – Уестхампнет.
- 25 август 1944 – Колтишол.
- 4 април 1945 – Андрюс Фийлд.
- 16 май 1945 – Колтишол.
- 9 август 1945 – Андрюс Фийлд.
- 28 ноември 1945 – Търнхаус.
- 4 януари 1946 – Уик.
- 3 март 1946 – Чатърхол.
- 23 март 1946 – Хетхел (до разпускането).

## Основно снаряжение
- 8 август 1940 – Хърикейн I (също август 1940 година: L1696 -T; началото на септември, Ескадра „A“: P3700 -E, P3974, R2688, R4178 -G, V7244 -C, Ескадра „B“: P2985, P3975 -U, R4175 -R, R4179, V7235; по-късно: L2026 -Q, L2099 -O, N2460 -D, P3120 -A, P3544 -H, P3939 -H, V6684 -F, V7067 -T, V7235 -M; ноември: V6577 -P, V7384 -H, V7503 -U, V7504 -G, V7624 -B; декември 1940 – февруари 1941 година: N2661 -J, P3162 -T, P3585 -C, P3814 -Y, R4081 -O, V6533 -R, V6637 -G, V6757 -E, V6956 -C, V7182 -U, V7466 -S, V7606 -A, V7619 -M, V7644 -Z, V7727 -H, W9129 -W); от 13 юли 1941 до 24 август 1941 отново Хърикейн I (m.in. P3932 -RF-C).
- 22 януари 1941 – Спитфайр I (N3026 -A, N3108 -P, N3122 -Y, N3285 -J, P9519 -M, R6972 -N); 3 март 1941 – Спитфайр IIA (между които P7546 -T, P7786 -C, P7858 -H, P7989 -U, P8039 -R, P8040 -D, P8041 -E, P8073 -Z); 20 май 1941 – Спитфайр IIB (между които P8208 -F, P8325 -B, P8329 -P, P8330 -D, P8331 -M, P8333 -S, P8334 -E, P8335 -R, P8336 -W, P8346 -T, P8382 -C, P8385 -A, P8507 -V, P8524 -H, P8531 -Y, P8567 -D, P8642 -X, P8672 -F); от 25 август 1941 до 6 октомври 1941 отново Спитфайр I (между които P9429, R6773 -P).
- 7 октомври 1941 – Спитфайр VB (между които в края на 1941 година и през 1942 година: W3229 -D, W3506 -U, W3765 -P, W3795 -N, W3893 -K, AA882 -G, AA908 -A, AA940 -B, AB174 -Q (Mk VC), AB183 -A, AB824 -S, AB899 -C, AB906 -W, AB929 -R, AD116 -H, AD138 -T, AD179 -F, AD455 -V, BL375 -J, BL432 -K, BL672 -M, BM144 -D, EN951 -D).
- 1 юни 1943 – Спитфайр F IXC (между които BS451 -M, BS506 -O, BS513, EN172 -J, MA222 -A, MA314, MA593 -Y, MA740 -R, MA754 -K).
- 12 ноември 1943 – Спитфайр VB, Спитфайр VC и Спитфайр LF VB, Спитфайр LF VC (Spitfire VB i Spitfire VC: W3380, AA751, AA937, AB272 -D, AD198 -W; Спитфайр LF VB и Спитфайр VC: AB271, AD237, AD295, AD317, AR513, BL385, BL464, BM207).
- 18 юли 1944 – Спитфайр F IX, Спитфайр LF IX и Спитфайр HF IX (сред тях Спитфайр F IX: BS348, BS408, EN122, EN182 -H, EN526 -A, MA528 -E, MA814 -Q, MH692 -C, MH823, MH910 -G; Спитфайр LF IX: MH777 -N, MJ120, MJ216; Спитфайр HF IX: MK694, ML339).
- 4 април 1945 – Мустанг IV и Мустанг IVA (KH663 -L, KH669 -P, KH770 -Y, KH825 -C, KM112 -D, KM186 -A, KM191 -Z, KM220 -G, KM237 -R, KM297 -K).

## Бойна дейност
| година       | 1940 | 1941 | 1942 | 1943 | 1944 | 1945 | общо   |
| ------------ | ---- | ---- | ---- | ---- | ---- | ---- | ------ |
| Бойни полети | 1049 | 2143 | 1348 | 2075 | 2653 | 632  | 9900   |
| часа         | 1086 | 2743 | 1967 | 3693 | 5259 | 1118 | 15 866 |

## Щети върху неприятеля
| Години 1940 – 1945 | Общо    |
| ------------------ | ------- |
| унищожени          | 287 1/6 |
| вероятно           | 35      |
| повредени          | 22      |

| Години 1940 – 1945 | Общо |
| ------------------ | ---- |
| унищожени          | 10   |
| вероятно           | 0    |
| повредени          | 3    |

| Години 1940 – 1945 | Общо    |
| ------------------ | ------- |
| унищожени          | 297 1/6 |
| вероятно           | 35      |
| повредени          | 25      |

## Герб
Върху самолетите е изрисуван знакът на 111 Щурмува ескадрила, чиито традиции продължава Ескадрила 303. Този знак се различава от по-късната емблема на ескадрилата по това, че в него липсват цифрите „303“.

## Емблема
Емблемата е утвърдена на 2 юли 1943 година. Има кръгла форма и представлява бял щит, покрит по средата с червени вертикални ивици. Върху две кръстосани стрели е изобразена традиционна краковска шапка. По периферията на шапката са разположени тринадесет петолъчни звезди в тъмносин цвят. В долната част между дръжките на косите е изписан номерът на дивизията 303. Краищата на дръжките и върховете на косите излизат извън кръга на емблемата. Състои се от една част – изработена от сребро. Размери: 25×23 мм. Изработка: Фирма Kirkwood and Son – Единбург.

## Увековечаване
- Действията на Ескадрила 303 в Битката за Британия са описани в книгата Dywizjon 303[5], чийто автор р Аркади Федлер (Arkady Fiedler), книгата е издавана многократно в Полша и в други страни (на английски и португалски).
- Името на Ескадрилата носи един от жилищните квартали във Варшава, жилищен квартал в Краков, харцерски отряд Ласk, основно училище в Степница, начално училище в Шлешовице, Полско съботно училище „Ескадрила 300“ в Лондон, Полско съботно училище „Пилотите на Ескадрила 303 в Уелингбъроу, както и многобройни улици.
- По случай седемдесетата годишнина от Битката за Британия Центърът за обществено образование към Института за национална памет представи в Европейския парламент изложбата „Battle of Britain“, посветена на пилотите от ескадрила 303. Институтът за национална памет подготви и образователна историческа игра „303“. Тя е публикувана на полски, чешки и английски език (включително и в онлайн версия)[6].

Музика
- Шведската метъл група „Сабатон“, научавайки за ескадрила 303, пише песен със заглавие „Aces in exile“.
- Полската група „Електричне гитари“ (Elektryczne Gitary) пише песента Dywizjon 303.
- Полският рапър Збигнев Басти Вожняк в албума си „Със смисъл“ ("Z Sensem“) записва парчето „303“

Филми
Ескадрилата е увековечена на филмова лента в:

- Английският филм „Битката за Британия“ от 1969 година, реж. Гай Хамилтън,
- Един от епизодите на английския документален минисериал „Bloody Foreigners“ от 2010 година е озаглавен „The Polish Battle of Britain“ (бълг. „Полската битка за Британия“). Филмът е създаден от Харди Пикчърс за британския телевизионен канал Channel 4,
- Два игрални филма от 2018 година – „303 Битката за Британия“ (ang. „Hurricane: Squadron 303“) и „Ескадрила 303. Истинската история“

Паметници
На 19 септември 2011 година в Музея-литературна работилница на Аркадий Фидлер е открит паметник – точно копие на изтребителя Хоукър Хърикейн Mk I (мащаб 1:1), боядисан в цветовете на самолета на Витолд Урбанович, командир на Ескадрила 303.